# Velká Ledhuje
Velká Ledhuje (německy Groß Ledhuj) je část města Police nad Metují v okrese Náchod. Nachází se na východě Police nad Metují. V roce 2009 zde bylo evidováno 466 adres. V roce 2001 zde trvale žilo 2472 obyvatel.
Velká Ledhuje je také název katastrálního území o rozloze 5,89 km2.
V letech 1892 - 1895 oživilo dění v obci Zjevení Panny Marie v Suchém Dole, jehož dějištěm byl blízký Suchý Důl.